# Пекелко (Малопольське воєводство)
Пекелко (пол. Piekiełko) — село в Польщі, у гміні Тимбарк Лімановського повіту Малопольського воєводства.
Населення — 754 особи (2011).
У 1975-1998 роках село належало до Новосондецького воєводства.

## Демографія
Демографічна структура станом на 31 березня 2011 року:
|          | Загалом | Допрацездатний вік | Працездатний вік | Постпрацездатний вік |
| -------- | ------- | ------------------ | ---------------- | -------------------- |
| Чоловіки | 372     | 102                | 238              | 32                   |
| Жінки    | 382     | 96                 | 215              | 71                   |
| Разом    | 754     | 198                | 453              | 103                  |